# Зауральская ТЭЦ
Зауральская ТЭЦ — газопоршневая электростанция, возведенная для энергообеспечения города Сибая Республики Башкортостан.

## История
Строительство ТЭЦ началось 22 декабря 2002 года.
Торжественный пуск теплоэлектроцентрали состоялся 5 марта 2004 года. Выступая на митинге, посвященном пуску станции, бывший президент Башкортостана Рахимов отметил, что построенная станция имеет уникальные характеристики: коэффициент полезного действия при выработке электроэнергии составляет около 43%, а коэффициент использования топлива — 83,3%.
Сегодня предприятие отпускает электрическую и тепловую энергию в горячей воде на нужды отопления, является основным источником электроэнергии для башкирского Зауралья и тепла для города Сибая.
В 2009-2011 годах в результате расширения Зауральской ТЭЦ за счёт строительства котельного цеха и газотурбинной установки мощностью 16 МВт с водогрейным котлом-утилизатором появилось ее обособленное подразделение - ГТЭС "Сибай". Газотурбинная электростанция (установленная электрическая мощность 16 МВт, тепловая - 95,54 Гкал/ч) позволила увеличить отпуск электрической и тепловой энергии для города Сибая и снизить энергодефицит в башкирском Зауралье.

## Описание
Установленная электрическая мощность станции на конец 2008 и 2009 годов составляла 24,92 МВт, тепловая — 22,2 Гкал/ч. На конец 2010 года мощность станции снизилась в два раза: электрическая — до 12,46 МВт, тепловая — до 11,11 Гкал/ч.
По состоянию на 12 октября 2011 года, мощность станции не изменилась.
В 2010 году Зауральская ТЭЦ выработала 67,4 млн кВт·ч электрической энергии, что составляет 0,3 % от выработки электрической энергии на территории Республики Башкортостан. Коэффициент использования установленной электрической мощности составил в 2010 году 35,3 %. Отпуск тепловой энергии в том же году составил 109 тыс. Гкал.